# Rezerwat przyrody Jodły Oleśnickie
Rezerwat przyrody Jodły Oleśnickie – leśny rezerwat przyrody w gminie Lutomiersk, w powiecie pabianickim, w województwie łódzkim.
Zajmuje powierzchnię 11,70 ha (akt powołujący podawał 9,70 ha). Został powołany Zarządzeniem Ministra Leśnictwa i Przemysłu Drzewnego z 31 stycznia 1962 roku (M.P. z 1962 r. nr 15, poz. 63). Według aktu powołującego, rezerwat utworzono w celu zachowania ze względów naukowych i dydaktycznych fragmentu naturalnego lasu jodłowego na granicy zasięgu jodły.
Ochronie podlega wielowarstwowy drzewostan jodłowy w siedlisku lasu mieszanego świeżego z grupami starodrzewia jodłowego na granicy zasięgu. W dolnej warstwie lasu występują graby. Centralną część rezerwatu zajmują jego najcenniejsze fragmenty – występują tu grupy jodły pospolitej w wieku 100–130 lat i przeciętnej wysokości 25–30 m.
Według obowiązującego planu ochrony ustanowionego w 2018 roku, obszar rezerwatu objęty jest ochroną czynną.